# A Fővárosi Nagycirkusz 2014-es évadja
Ez a szócikk a Fővárosi Nagycirkuszhoz kapcsolódó fejezet.
A Fővárosi Nagycirkusz 2014-es évadja január 9-én kezdődött és december 31-én ért véget. A Nagycirkusz harmadik nemzeti cirkuszévadja során összesen három különböző műsort mutattak be, valamint ismét megrendezésre került a Budapesti Nemzetközi Cirkuszfesztivál.
Ebben az évadban kétszer is volt cirkuszparádé, valamint július 12-én a Cirkuszok Éjszakáját is újra megrendezték.

## Az évad bemutatói
| Az előadás címe                           | Szezon      | Premier előadás   | Utolsó előadás      | Megjegyzés                                               |
| ----------------------------------------- | ----------- | ----------------- | ------------------- | -------------------------------------------------------- |
| 10. Budapesti Nemzetközi Cirkuszfesztivál | fesztivál   | 2014. január 9.   | 2014. január 13.    | A Budapesti Nemzetközi Cirkuszfesztivál tizedik versenye |
| A fesztivál csillagai                     | tél         | 2014. január 15.  | 2014. március 9.    | A 10. fesztivál válogatásműsora                          |
| Circus Classicus                          | tavasz–nyár | 2014. március 29. | 2014. augusztus 31. | —                                                        |
| Zéró Gravitáció                           | ősz         | 2014. október 11. | 2014. december 31.  | —                                                        |

## 10. Budapesti Nemzetközi Cirkuszfesztivál
A 10. Budapesti Nemzetközi Cirkuszfesztivál 2014. január 9. és 13. között került megrendezésre. A másfél évtizedes hagyománynak megfelelően a művészek ezúttal is „A” és „B” műsorban, három-három előadásban léptek a közönség és a zsűri elé. Az eseménysort a zárónapi gálaelőadások zárták. A fesztivál 1996 óta íródó történetében először magyarok vitték el az Arany Pierrot-díjat. Az Ifj. Richter József vezette Richter csoport lovas akrobata produkciója győzte meg a legjobban a szakmai zsűrit.

## A fesztivál csillagai

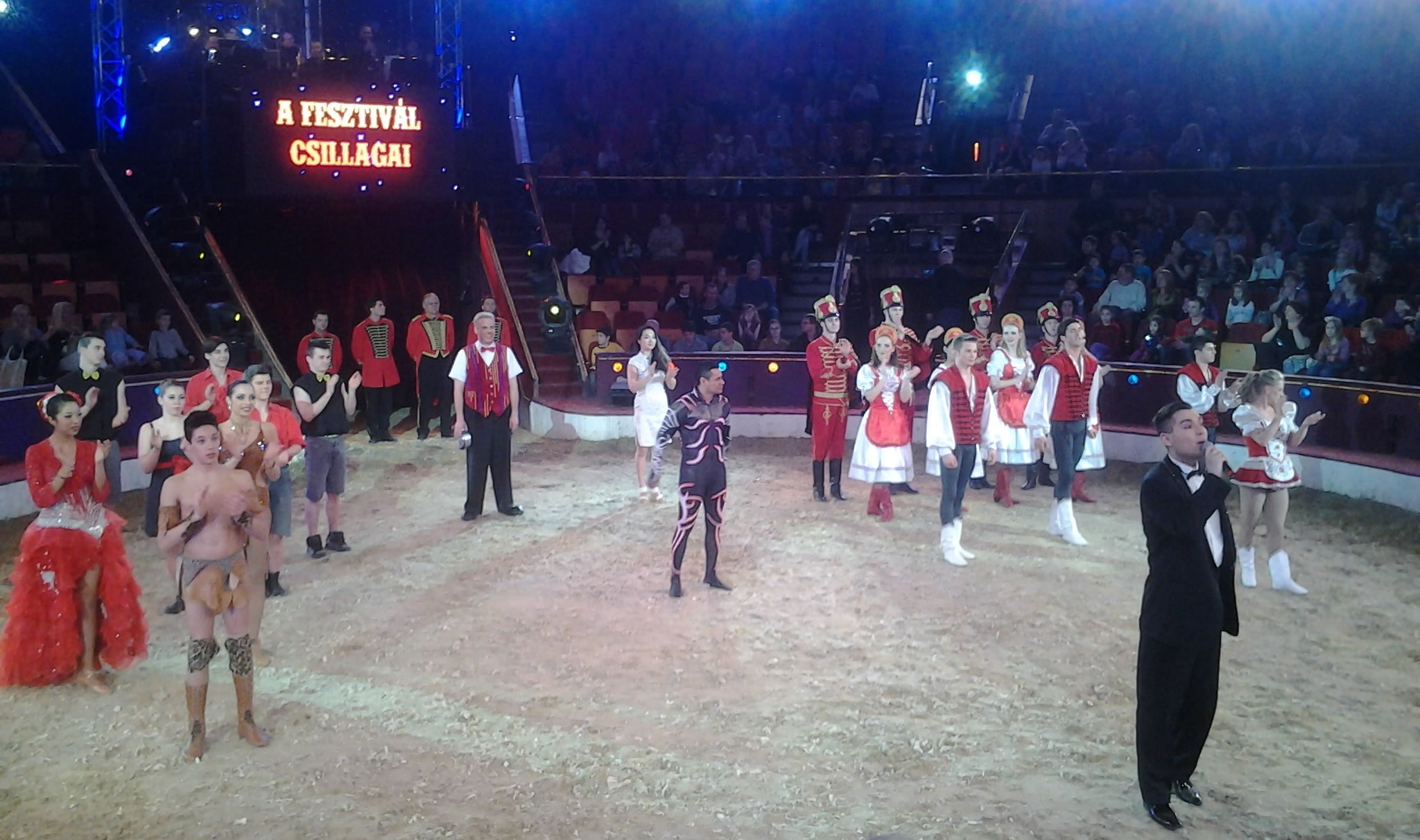
A műsor fináléja

A 10. Nemzetközi Cirkuszfesztivált A fesztivál csillagai című műsor követte az évadban. A fesztivál csillagai nemzetközi műsorral örvendeztette meg azokat, akik lemaradtak a fesztiválról. A műsort 2014. január 15-én mutatták be. A humorról az osztrák Don Christian gondoskodott. A Casselly család új számokkal készült: bemutatták a lovas magasiskola produkciójukat. René Casselly Jr. Maugli bőrébe bújt és A dzsungel könyve történetét jelenítette meg elefántjaival. Merrylu Casselly kézenegyensúlyozó számával szerepelt.
A román Trio Stoian orosz rúd és deszkaszámával is porondra lépett. Láthatta még a közönség a brazil Super Silvát 14 méter magasban trapézról-trapézra ugrani, valamint a kínai Huang Yang-ot a lengő dróton egyensúlyozni. A Qingdao csoport lábikária száma nyitotta és kínai rúdakrobata produkciója zárta a 2 és fél órás műsort.
Február 27-től az Arany-Pierrot díjas Richter csoport is fellépett a műsorban, akik a Qingdao csoport és Trio Stoian produkciót pótolták.

### Műsorrend
1. rész
1. Qingdao Troupe – lábikária (Kína)
2. Don Christian – bohóc (Ausztria)
3. Merrylu Casselly – kézegyensúlyozás (Németország)
4. Don Christian – bohóc (Ausztria)
5. Huang Yang – lengő drót (Kína)
6. Trio Stoian – orosz rúd (Románia)
7. René Casselly Jr. – akrobatikus elefántszám (Németország)

2. rész
1. Trio Stoian – deszkaszám (Románia)
2. Don Christian – bohóc (Ausztria)
3. Casselly család – lovas magasiskola (Németország)
4. Don Christian – bohóc (Ausztria)
5. Super Silva – levegőszám (Brazília)
6. Qingdao Troupe – kínai rúd (Kína)
7. Finálé

## Circus Classicus
A 2014-es nyári főműsor a Circus Classicus címet kapta.

### Műsorrend
1. rész
1. Hans Ludwig Suppmeier – tigrisek idomítása (Németország)
2. Bazan Family – zenebohócok (Brazília)
3. Daramis Guerra – levegő akrobatika (Kuba)
4. Richter Flórián – elefántszám (Magyarország)
5. Bazan Family – zenebohócok (Brazília)
6. Jessica Caveagna – kardegyensúlyozó szám (Olaszország)
7. Duo Sifolinis – gyors-öltöző szám / transzformáció (Bulgária – Anglia)
8. Richter Flórián, Edith és Kevin – magasiskola (Magyarország)

2. rész
1. The Mednikov’s – magas kötél (Oroszország)
2. Bazan Family – bohócok (Brazília)
3. Kim Kenneth – illuzionista (Dánia)
4. Bazan Sisters – egyensúlyozó szám (Brazília)
5. Richter Flórián – szabadidomítás (Magyarország)
6. Bazan Family – bohócok (Brazília)
7. Duo Deszka – deszkaszám (Magyarország)
8. Super Silva – levegőszám (Brazília)
9. Bazan Family – bohócok (Brazília)
10. Duo Sifolinis – halálkerék (Bulgária)
11. Finálé

## Zéró Gravitáció
A Fővárosi Nagycirkusz Zéró Gravitáció (A repülő cirkusz) című őszi műsora 2014. október 11-től volt műsoron.

### Műsorrend
1. rész
1. Andrea Prince – laserman (Olaszország)
2. Cherifian Troupe – piramis (Marokkó)
3. Miss Enrica – hajlógó levegőszám (Csehország)
4. Bobilev – bohócszám (Oroszország)
5. Bungeeing Girls – bunjee (Magyarország)
6. Bobilev – bohócszám (Oroszország)
7. Paolo Folco – kutyarevü (Olaszország)
8. Inner Mongolia Troupe – bicikliszám (Kína)

2. rész
1. Four Pantheras – karusszel levegőszám (Magyarország)
2. Bobilev – bohócszám (Oroszország)
3. Lisa Rinne – trapézszám (Németország)
4. Cherafian Troupe – ugróakrobaták (Marokkó)
5. Bobilev – bohócszám (Oroszország)
6. Duo Stauberti – perzs szám (Csehország)
7. Zenekari szám
8. Bobilev – bohócszám (Oroszország)
9. Catwall – gumiasztal (Kanada)
10. Finálé